# قرار مجلس الأمن التابع للأمم المتحدة رقم 986
قرار مجلس الأمن الدولي رقم 986 صدر في 14 إبريل/ نيسان 1995. يمكَن العراق من بيع النفط الخام بمبلغ لا يتجاوز مليار دولار أمريكي كل 90 يوماً، واستخدام العائدات النفطية لشراء الإمدادات الإنسانية. وسمّيَ البرنامج النفط مقابل الغذاء.